# 周欲晓
周欲晓（？—），中华人民共和国政治人物、外交官，曾任中华人民共和国驻利比里亚共和国特命全权大使和中华人民共和国驻赞比亚共和国特命全权大使，现任中国外交部中非合作论坛事务大使。

## 生平
1978年，进入中华人民共和国外交部工作，先后在中国人民外交学会、常驻联合国日内瓦办事处和瑞士其他国际组织代表团、中国联合国协会任职。1999年，任驻尼日利亚大使馆参赞。2002年，任中国联合国协会副会长兼总干事。2005年，任驻南非大使馆公使衔参赞。2007年8月，出任中华人民共和国驻利比里亚大使。2011年5月，出任中华人民共和国驻赞比亚大使兼驻东南非共同市场特别代表。2014年7月，自驻赞比亚大使离任。2017年，任中国外交部中非合作论坛事务大使。